# ザイーレ州
ザイーレ州（ザイーレしゅう、ポルトガル語: Província do Zaire）とはアンゴラの州である。国土北西に37,300平方キロメートルの面積を擁し、人口は約60万人である。熱帯性気候。ンバンザ＝コンゴ（旧サン・サルヴァドール）が州都である。農業、漁業のほか牧畜や石油・鉱物の採掘、林業といった多種多様な産業が営まれている。

## 隣接州
- コンゴ中央州
- ウイジェ州
- ベンゴ州

## ムニシピオ
6つのムニシピオに区分される。
- クインバ（英語版）
- ンバンザ＝コンゴ
- ノキ（英語版）
- ンゼト（英語版）
- ソヨ（英語版）
- トンボコ（英語版）